# Президентські вибори в Австрії 2010
Дванадцяті президентські вибори в Австрії відбулися 25 квітня 2010 року. Кандидатами на посаду глави держави були Гайнц Фішер, Барбара Розенкранц та Рудольф Ґерінґ. Перемогу здобув Гайнц Фішер, якого підтримали 79,3% виборців. Явка склала близько 50%, що є історично низьким показником для Австрії. Останній факт пояснюють тим, що багато австрійців вважають президентські вибори в країні мало важливими, зважаючи на менші повноваження президента щодо федерального канцлера Австрії

## Кандидати
- Гайнц Фішер (самовисуванець; колишній член Соціал-демократичної партії Австрії). Чинний президент країни.
- Барбара Розенкранц (Австрійська партія свободи). Прихильник ультраправих ідей, вона підтримує заперечення Голокосту, вважаючи це проявом свободи слова, а також вимагає переглянути закон, який забороняє розповсюдження нацистської символіки. 2005 року вона єдина з депутатів парламенту проголосувала проти проекту Конституції ЄС[3]
- Рудольф Ґерінґ (Християнська партія Австрії). Лідер створеної восени 2005 року Християнської партії.

## Результати
| Кандидати (від партії) | Кандидати (від партії)                                                       | Голоси    | %      |
| --- | ---------------------------------------------------------------------------- | --------- | ------ |
| | Гайнц Фішер (Соціал-демократична партія Австрії — номінально самовисуванець) | 2,508,373 | 79.33  |
| | Барбара Розенкранц (Австрійська Партія Свободи)                              | 481,923   | 15.24  |
| | Рудольф Ґерінґ (Християнська партія Австрії)                                 | 171,668   | 5.43   |
| | Дійсні голоси (явка 53.57%)                                                  | 3,161,964 | 100.00 |
| | Недійсні голоси                                                              | 242,682   | 7.13%  |
| | Всього голосів                                                               | 3,404,646 |        |
| | Загальна кількість виборців                                                  | 6,355,568 |        |
| Джерело: http://www.bmi.gv.at/cms/BMI_wahlen/bundespraes/bpw_2010/Ergebnis.aspx [Архівовано 2 липня 2017 у Wayback Machine.] |                                                                              |           |        |